# Linea spettrale
Una linea spettrale si presenta come una banda scura o chiara all'interno di uno spettro altrimenti uniforme e continuo. Questa fenomenologia è dovuta all'assorbimento o all'emissione di fotoni in una specifica gamma di frequenze.

## Emissione e assorbimento
Le linee spettrali sono il risultato di interazioni tra un sistema quantistico (di solito atomi, ma qualche volta molecole o nuclei atomici) e singoli fotoni. Un fotone è assorbito quando esso ha l'energia corretta per permettere un cambio nello stato energetico del sistema (nel caso di un atomo è solitamente un salto orbitale di elettrone); poi sarà ri-emesso spontaneamente, o nella stessa frequenza dell'originale o in cascata, dove la somma dell'energia dei fotoni emessi sarà la stessa del fotone assorbito. La direzione dei nuovi fotoni non sarà in relazione alla direzione del fotone originale.

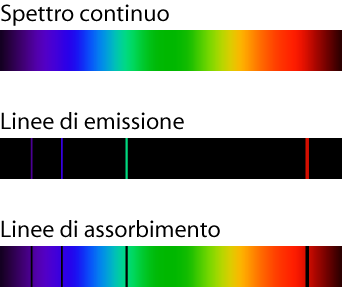
Esempi di linee spettrali di assorbimento e di emissione.

A seconda della geometria del gas, della fonte del fotone e dell'osservatore sarà prodotta o una linea di emissione  o una linea di assorbimento: se il gas è tra la fonte del fotone e l'osservatore si osserva un calo nell'intensità di luce nella frequenza del fotone incidente, poiché i fotoni riemessi saranno in direzioni diverse dell'originale. Questa è una linea di assorbimento.
 Se l'osservatore vede il gas, ma non la fonte del fotone, vedrà solamente i fotoni riemessi in una stretta gamma di frequenza. Questa è una linea di emissione.
Le linee d'assorbimento e le linee di emissione sono estremamente specifiche per i singoli atomi o molecole, e possono essere usate per identificare facilmente la composizione chimica di tutti i mezzi che la luce può attraversare (solitamente i gas). Dipendono anche delle condizioni fisiche del gas, e quindi sono largamente usate per determinare la composizione chimica di stelle e altri corpi celesti che non possono essere analizzati con altri mezzi, così come le loro condizioni fisiche.
Altri meccanismi, oltre l'interazione atomo-fotone, possono produrre linee spettrali. A seconda dall'interazione fisica (con molecole, singole particelle, ecc.) la frequenza dei fotoni coinvolti varia ampiamente, e le linee possono essere osservate lungo tutto lo spettro elettromagnetico, dalle onde radio ai raggi gamma.
Una linea spettrale si espande su una serie di frequenze, non su una sola frequenza. Le ragioni di questo allargamento sono diverse:
- Allargamento naturale: il principio di indeterminazione di Heisenberg[5] collega il tempo di vita di uno stato eccitato con la precisione del suo livello energetico, così lo stesso livello eccitato avrà energie lievemente diverse in atomi diversi.
- Allargamento per effetto Doppler: gli atomi hanno velocità diverse, così vedranno i fotoni spostati verso il rosso o verso il blu, assorbendo fotoni di energie diverse nel sistema di riferimento dell'osservatore. Più è alta la temperatura del gas, più è grande la differenza di velocità, e più larga sarà la linea.
- Allargamento per pressione: la presenza di altri atomi vicini perturba il livello energetico dell'atomo eccitato e causa l'allargamento delle linee. Questo effetto dipende dalla densità del gas.